# Д-4 (танк)
Д-4 (також знаний як танк Диренкова, танк Д  або ДРС) — дослідний радянський двобаштовий середній колісно-гусеничний танк міжвоєнного періоду. Розроблений в 1929–1931 роках. Єдиний побудований дослідний екземпляр показав незадовільні результати ходових випробувань і не був завершений.

## Історія створення
26 червня 1926 року командування РСЧА і керівництво ГУВП прийняли «Трирічну програму танкобудування», що передбачала поставку на озброєння Червоної армії протягом трьох років сучасної бронетехніки всіх видів. Для цих цілей були розгорнуті масштабні дослідно-конструкторські роботи, в рамках яких було розпочато проєктування танка супроводу та маневреного танка — Т-18 та Т-12 відповідно.

У другій половині 1920-х конструктором-самоучкою Миколою Івановичем Диренковим в приватному порядку була розпочата розробка оригінального колісно-гусеничного танка з можливостями руху по залізницях та подолання водних перешкод, який мав би задовольняти сформульованим у «Трирічній програмі» вимогам до маневреного танку. 5 жовтня 1929 р., через кілька місяців після схвалення проєкту Т-12, конструктор звернувся зі своїм проєктом до РВР СРСР, а 8 листопада того ж року — виступив на черговому засіданні останнього з доповіддю про «конструктивно-технічні дані, бойових та тактичні властивості розробленої ним системи — проєкт середнього маневреного танка», за результатами якого було ухвалено постанову такого змісту:
Визнати доцільним піддати випробуванню танк системи Д з метою дати термінове замовлення Іжорському заводу на 6 дослідних екземплярів танка з терміном здачі першого танка не пізніше 1 квітня 1930.
14 грудня 1929 року було відкрито замовлення Іжорському заводу на виготовлення танка конструкції Диренкова вартістю 95 000 рублів, причому 25 % суми перераховувалися практично одразу; загальна оціночна вартість шести дослідних екземплярів оцінювалася в 927 000 рублів, і через відсутність необхідних коштів було ухвалено рішення про будівництво лише двох танків. У тому ж місяці на Іжорському заводі було створено очолене Диренковим дослідно-конструкторське та випробувальне бюро УММ РСЧА, що почало активну роботу з проєктування отримавшого позначення «Д-4» танка.
Загальна компоновка танка Д-4 була закінчена до лютого 1930 року, після чого було розпочато виготовлення робочих креслень. Вже на етапі підготовки останніх було з'ясовано, що перший варіант розміщення на танку трьох башт з 45-мм гарматами не є оптимальним з точки зору розташування озброєння та перевантажує машину, внаслідок чого кількість башт і гармат було скорочено до двох.

Робота з виготовлення танка що активно почалася, незабаром затягнулася, причиною чому послужили як складність машини, так і дії самого головного конструктора. По-перше, Диренков одночасно з Д-4 працював ще над кількома проєктами бойових машин (танки, танкетки, бронеавтомобілі та мотоброневагони), розпорошуючи сили. Крім цього, не маючи достатньої освіти конструктор самостійно виробляв всі розрахунки, категорично відмовившись від допомоги виділених в його КБ інженерів, — як наслідок, одні й ті ж креслення перероблялися по декілька разів, а в деяких розрахунках були допущені помилки. 22 травня 1930 Костянтин Калиновський у доповіді на ім'я Климента Ворошилова вказував наступне: 
Стан робіт по машині Д на Іжорському заводі таке, що Ваше завдання з виготовлення дослідного зразка на 1 липня виконано не буде. Основні причини такі:
1. Робочі креслення по основних агрегатів Диренков закінчив лише до 4 травня, у зв'язку з чим деталі по цих кресленнях будуть готові лише до 15 червня.
2. Дотепер немає креслень: органів управління машиною, приводів до підйомних механізмів, рульового управління при русі на колісному ходу.

У сформованій ситуації Диренков, виправдовуючись, звинуватив у затримці завод і його фахівців. Так, 29 жовтня 1930 року в донесенні начальнику УММ РСЧА Інокентію Халепському він писав: 
 Повідомляю, що внаслідок звичайних для Іжорського заводу неполадок, коробки, що підтримують танк на гусеничному ходу, втретє зіпсовані заводом. Останнім часом вони відлиті в четвертий раз. Корпус танка після переклепування сьогодні вночі хвостової частини знятий з танка. У роботі залишилися шевронні шестерні передачі та редуктора, замість зіпсованих заводом. З сьогоднішнього дня розпочато роботи по збірці та монтажу зовнішніх механізмів на корпусі.
На початку 1931 року ОКБ Диренкова було переведено в Москву і було розміщено на території Московського залізничного ремонтного заводу, де була проведена остаточна збірка Д-4. У березні того ж року була проведена перша пробіжка танка по заводському двору на колесах, проте ще до початку основних випробувань стало ясно, що машина виявилася невдалою. Механізм зміни ходу працював успішно, але виявився занадто громіздким, складним та ненадійним для серійного виробництва та експлуатації. Маса танка виявилася вище розрахункової та склала близько 15 т, оскільки озброєння та обладнання для підводного ходу ще не були встановлені. На колесах машина навіть по бетонній підлозі заводського цеху пересувалася насилу. Невдала конструкція трансмісії приводила до частих поломок та ускладнювала рух на гусеничному ходу. У поєднанні з недостатньою потужністю двигунів та невдалою системою опорних котків це робило заявлену швидкість пересування — до 35 км/год на гусеницях — недосяжною.

Незабаром роботи над Д-4 що показав свою безперспективність були припинені, і був спішно розроблений новий проєкт танка Д-5, попередній варіант якого (без розрахунків) був поданий Диренкова у вересні 1931 року. Голова НТК УММ Г. Бокіс, незадовго до цього особисто відвідав Московський залізничний ремонтний завод та ознайомився з ходом робіт, виступив проти нового проєкту — так, 8 вересня доповідав Халепський: 
Вам вже відомий сумний досвід з виготовлення дослідного зразка танка Д-4, внаслідок чого ми не отримали машини, а лише витратили близько мільйона рублів народних грошей. Сам конструктор Диренков як видно вирішив, що з цієї машини нічого не вийде і тому конструкцію Д-4 кинув та розпочав переконструювання танка по типу Д-5. У мене великі сумніви, що з цієї машини щось вийде і чи не будуть знову витрачені мільйони рублів і внаслідок знову отримаємо коробку з різними нечинними механізмами. У цьому мене переконує та обставина, що машина Д-5 зберігає основні механізми Д-4.

При розгляді проєкту Д-4 в НТК УММ конструктор не подав жодних розрахунків до свого проєкту, і всі пояснення зводилися до авторитетних заяв, що «обов'язково всі механізми будуть діяти, що називається на великий палець».
Я вважаю абсолютно зайвими проведені т. Диренкова витрати на виготовлення сталевих коробок для визначення тиску води на танк. Все це можна було б зробити теоретично, шляхом залучення фахівців, знайомих з розрахунками підводних човнів.
Все це змушує мене просити Вас: 
1. Доручити т. Диренкова представити в НТК всі основні креслення Д-5 з необхідними розрахунками.

2. До розгляду в НТК проєкту та розрахунків по танку Д-5 припинити виготовлення окремих агрегатів по танку цього типу.
Звернувшись безпосередньо до Михайла Тухачевского, Диренков зумів домогтися рішення про будівництво танка Д-5 Маріупольським заводом. У листопаді 1932 року були готові макет машини в натуральну величину та робочі креслення, а також виготовлені деякі деталі та вузли — проте 1 грудня ОКБ Диренкова було розформовано, а всі його роботи згорнуті.

## Опис конструкції
Д-4 являв собою танк класичної двобаштової компоновки з одноярусним розташуванням озброєння у двох діагонально орієнтованих баштах. Відділення управління розташовувалося в лобовій частині танка, бойове — в середній, моторно-трансмісійне — в кормовій.

### Броньовий корпус і башта
Корпус танка — витягнутої коробчастої форми, клепаний, який збирався з вальцованих броньових листів. Дві башти шестигранною форми розташовані діагонально в передній частині корпусу: передня щодо поздовжньої осі симетрії зміщена до лівого борту, задня — до правого. Взаємне розташування башт давало кожній кут обстрілу в 270 ° з можливістю одночасної стрільби вперед. Ходова частина екранувалась, між екраном та корпусом танка була змонтована масивна клепана сталева коробка, на яку встановлювалися елементи ходової частини.

### Озброєння
Озброєння танка складалося з двох 45-мм гармат конструкції Соколова та двох 7,62-мм кулеметів ДТ-29 у баштах, а також двох 7,62-мм кулеметів ДТ в лівій частині лобового бронелиста.

### Засоби спостереження та зв'язку
Танк Д-4 мав звичайний для свого часу мінімум приладів спостереження: командир танка вів спостереження за допомогою оглядових щілин, механік-водій — за допомогою стробоскопічного приладу; також у лобовій частині корпусу перед поворотними баштами були обладнані дві невеликі спостережні башточки циліндричної форми.

### Двигун та трансмісія
Як силова установка на танку Д-4 були використані два імпортних автомобільних чотирициліндрових бензинових двигуна Hercules (МС-2) потужністю 105 к. с. кожний, оснащених єдиною системою охолодження. Трансмісія — механічна з 4-швидкісною коробкою зміни передач, з можливістю реверсу, що дозволяло рухатися вперед та назад з однаковою швидкістю. Управління здійснювалося за допомогою гідравлічних підсилювачів.

### Ходова частина
Ходова частина танка — колісно-гусенична. Підвіска — ресорна, з використанням листових ресор автомобільного типу.
Гусеничний хід стосовно одного борту складався з заднього ведучого, переднього напрямного та трьох здвоєних опорних котків великого діаметра, підтримуючі котки були відсутні. Опорні котки разом з ресорами кріпилися на коробці між основним корпусом та екраном. Кожний трак складався з нижньої штампованої та верхньої литої частин, ширина трака — 420 мм.
Колісний хід — чотири автомобільних колеса, встановлених на осях ведучих та напрямних котків із зовнішнього боку екрану. Передня пара коліс була керованою.
Перехід між гусеничним та колісним ходом здійснювався за допомогою двох домкратів з приводом від двигуна машини, які змінювали вертикальне положення коробки з опорними котками: при піднятті останньої танк ставав на автомобільні колеса.
У передній та задній частині танка під днищем були змонтовані дві залізничні колісні пари, завдяки яким машина могла використовуватися як бронедрезина.
Для форсування водних перешкод передбачалося використання обладнання для підводного ходу.

## Збережені екземпляри
Єдиний побудований екземпляр танка не зберігся. На сьогодні відомі лише дві збережені фотографії машини.

### Виноски
1. ↑  Управління моторизації і механизації РСЧА
2. ↑  Науково-технічний комітет